# Sture Ström
Karl Sture Ström, född 7 december 1927 i Bollnäs, Gävleborgs län, är en svensk skådespelare. Han har även varit med och dubbat ett flertal filmer, däribland i Snövit och de sju dvärgarna, där han är berättarrösten.

## Filmografi i urval
- 1953 – Vi tre debutera
- 1954 – Café Lunchrasten
- 1954 – Gud Fader och tattaren
- 1955 – Den underbara lögnen
- 1955 – Resa i natten
- 1955 – Janne Vängman och den stora kometen
- 1956 – Pettersson i Annorlunda
- 1957 – 91:an Karlsson slår knock out
- 1957 – Lille Fridolf blir morfar
- 1957 – Vägen genom Skå
- 1958 – Kvinna i leopard
- 1959 – Guldgrävarna
- 1959 – Fly mej en greve
- 1959 – Fridolfs farliga ålder
- 1959 – Enslingen i blåsväder
- 1959 – Sköna Susanna och gubbarna
- 1960 – På en bänk i en park
- 1960 – Goda vänner trogna grannar
- 1961 – Hällebäcks gård
- 1962 – En nolla för mycket
- 1962 – Åsa-Nisse på Mallorca
- 1963 – Svärdet i stenen (röst som Black Bart (svart riddare))
- 1965 – Morianerna
- 1965 – Salta gubbar och sextanter
- 1969 – Eva – den utstötta
- 1969 – Herkules Jonssons storverk (TV-serie)
- 1975 – Sängkamrater
- 1981 – Olsson per sekund eller Det finns ingen anledning till oro
- 1982 – Snövit och de sju dvärgarna (berättarrösten)
- 1982 – Skulden (TV-serie)
- 1986 – Laputa – slottet i himlen (röst till farfar)
- 1994 – Illusioner
- 1995 – Om du lyssnar noga
- 1989 – Babar och hans vänner (röst till kung Babar, Cornelius, krokodilen Krok och gamle Tusk)
- 2000 – Hjälp! Jag är en fisk (övriga röster)
- 2007 – Landet för längesedan XIII: Visdomens vänner (röst till morfar)
- 2009 – Nicke Nyfiken 2: Apa på rymmen (röst till stationschef)
- 2016 – Milo - månvaktaren (röst till Yule)

## Teater

### Roller
| År   | Roll         | Produktion | Regi                 | Teater                      |
| ---- | ------------ | --- | -------------------- | --------------------------- |
| 1952 |              | Han valsade en sommar Sigge Fischer                                                                                | Sigge Fischer        | Tantolundens friluftsteater |
| 1954 | Rodolphe     | Kärlekens vals Georges Neveux                                                                                      | Per Gerhard          | Vasateatern                 |
| 1955 |              | Don Quijote – Riddaren av den sorgliga skepnaden (Don Quijote – Der Ritter von der traurigen Gestalt) Wulf Leisner | Lars-Erik Liedholm   | Teatern i Gamla stan        |
| 1956 | Paul         | Alltsedan paradiset (Ever Since Paradise) J.B. Priestley                                                           | Per-Axel Branner     | Nya Teatern                 |
| 1956 | Soldat 1     | Romanoff och Juliet (Romanoff and Juliet) Peter Ustinov                                                            | Hans Dahlin          | Nya Teatern                 |
| 1957 |              | Främlingarna Ingrid Korposoff                                                                                      |                      | Lilla Teatern               |
| 1958 | Lakejen Erik | Jeppe på berget (Jeppe paa Bierget) Ludvig Holberg                                                                 | Josef Halfen         | Lilla Teatern               |
| 1959 | Fästmannen   | I sista minuten (Gli ultimi cinque minuti) Aldo De Benedetti                                                       | Frank Sundström      | Lilla Teatern               |
| 1960 | Medverkande  | 11 44 99, revy | Stig-Ossian Ericson  | Casinoteatern               |
| 1960 | Ture Sventon | Ture Sventon i London Åke Holmberg                                                                                 | Nils Olsén           | Stockholms skolbarnsteater  |
| 1960 | Abbén        | Fällan (Piege pour un homme seul) Robert Thomas                                                                    | Tom Dan-Bergman      | Lilla Teatern               |
| 1961 | John         | Det är aldrig för sent (It's never too late) Felicity Douglas                                                      | Åke Falck            | Intiman                     |
| 1961 | Polisen      | Herr Paddas bravader (Toad of Toad Hall) Kenneth Grahame                                                           | Jan Hemmel           | Stockholms skolbarnsteater  |
| 1962 | Hank         | Iguanans natt (The Night of the Iguana) Tennessee Williams                                                         | Per Gerhard          | Vasateatern                 |
| 1962 |              | Erasmus Montanus Ludvig Holberg                                                                                    | Gösta Terserus       | Parkteatern                 |
| 1964 |              | Den stora effekten ( La grosse valise) Robert Dhery                                                                | Stig Ossian Eriksson | Idéonteatern                |
| 1964 |              | Sankta Johanna (Saint Joan of Arc) George Bernard Shaw                                                             | Per Gerhard          | Vasateatern                 |
| 1969 |              | En gång till, Sam! (Play It Again, Sam) Woody Allen                                                                | Stig Olin            | Intiman                     |
| 1973 | Kotjkarjov   | Bröllopsbesvär eller Friare kan ingen vara (Женитьба, Zhenit'ba) Nikolaj Gogol                                     | Lennart Kollberg     | Pionjärteatern              |
| 1983 |              | Arsenik och gamla spetsar (Arsenic and Old Lace) Joseph Kesselring                                                 | Lars Amble           | Maximteatern                |

## Datorspel
- 2008 – The Legend of Spyro: Dawn of the Dragon (svensk röst till Ignitus)

### Fotnoter
1. ↑  ”Sture Ström”. Svensk Filmdatabas. http://www.sfi.se/sv/svensk-filmdatabas/Item/?type=PERSON&itemid=64269&ref=%2ftemplates%2fSwedishFilmSearchResult.aspx%3fid%3d1225%26epslanguage%3dsv%26searchword%3dsture+str%C3%B6m%26type%3dPerson%26match%3dBegin%26page%3d1%26prom%3dFalse. Läst 19 augusti 2012.
2. ↑  Perpetua (9 juni 1952). ”Teater Musik Film: Friluftspremiär”. Dagens Nyheter:  s. 7. http://arkivet.dn.se/arkivet/tidning/1952-06-09/154/7. Läst 6 mars 2016.
3. ↑  ”Kärlekens vals”. Musikverket. http://calmview.musikverk.se/CalmView/Record.aspx?src=CalmView.Performance&id=PERF14119&pos=466. Läst 6 maj 2016.
4. ↑  ”'Don Quijote' i Gamla stan”. Dagens Nyheter:  s. 16. 7 november 1955. https://arkivet.dn.se/tidning/1955-11-07/302/16. Läst 20 juli 2018.
5. ↑  ”Alltsedan paradiset”. Musik- och Teaterbiblioteket. https://calmview.musikverk.se/CalmView/Record.aspx?src=CalmView.Performance&id=PERF14248&pos=1022. Läst 16 juli 2025.
6. ↑  Sven Barthel (29 augusti 1956). ”Alltsedan paradiset”. Dagens Nyheter:  s. 13. https://arkivet.dn.se/tidning/1956-08-29/11164-234/13. Läst 16 juli 2025.
7. ↑  ”Romanoff och Juliet”. Musik- och Teaterbiblioteket. https://calmview.musikverk.se/CalmView/Record.aspx?src=CalmView.Performance&id=PERF14250&pos=1023. Läst 16 juli 2025.
8. ↑  ”Teaterannons”. Dagens Nyheter:  s. 34. 12 november 1957. https://arkivet.dn.se/tidning/1957-11-12/11165-308/34. Läst 17 juli 2025.
9. ↑  ”Jeppe på berget”. Musik- och Teaterbiblioteket. https://calmview.musikverk.se/CalmView/Record.aspx?src=CalmView.Performance&id=PERF14294&pos=37. Läst 17 juli 2025.
10. ↑  ”I sista minuten”. Musik- och Teaterbiblioteket. https://calmview.musikverk.se/CalmView/Record.aspx?src=CalmView.Performance&id=PERF14297&pos=39. Läst 18 juli 2025.
11. ↑  ”Revyer och musical till nyår”. Dagens Nyheter:  s. 9. 30 december 1959. http://arkivet.dn.se/arkivet/tidning/1959-12-30/353/9. Läst 21 januari 2016.
12. ↑  S B-l (25 maj 1960). ”Ture Sventon i London”. Dagens Nyheter:  s. 16. http://arkivet.dn.se/arkivet/tidning/1960-05-25/141/16. Läst 21 januari 2016.
13. ↑  ”Fällan”. Musik- och Teaterbiblioteket. https://calmview.musikverk.se/CalmView/Record.aspx?src=CalmView.Performance&id=PERF14390&pos=45. Läst 18 juli 2025.
14. ↑  Sven Barthel (6 november 1960). ”'Thrillerkomedi' på Lillan”. Dagens Nyheter:  s. 40. https://arkivet.dn.se/tidning/1960-11-06/11165-302/40. Läst 18 juli 2025.
15. ↑  ”'Det är aldrig för sent'”. Dagens Nyheter:  s. 16. 3 mars 1961. http://arkivet.dn.se/arkivet/tidning/1961-03-03/60/16. Läst 22 augusti 2015.
16. ↑  Age (12 mars 1961). ”Herr Padda gästspelar för Stockholms skolbarn”. Dagens Nyheter:  s. 32. https://arkivet.dn.se/tidning/1961-03-12/69/32. Läst 27 december 2021.
17. ↑  ”Iguanans natt”. Musikverket. http://calmview.musikverk.se/CalmView/Record.aspx?src=CalmView.Performance&id=PERF14075&pos=483. Läst 6 maj 2016.
18. ↑  ”Per Aabel sommargäst i parkerna”. Dagens Nyheter:  s. 20. 27 maj 1962. https://arkivet.dn.se/tidning/1962-05-27/142/20. Läst 28 maj 2018.
19. ↑  ”Teaterannons”. Dagens Nyheter:  s. 36. 3 oktober 1964. http://arkivet.dn.se/arkivet/tidning/1964-10-03/269/36. Läst 6 maj 2016.
20. ↑  Bengt Jahnsson (18 september 1969). ”Lindberg slösar bort sin begåvning i 'Sam'”. Dagens Nyheter:  s. 22. http://arkivet.dn.se/arkivet/tidning/1969-09-18/253/22. Läst 22 augusti 2015.
21. ↑  ”Teaterannons”. Dagens Nyheter:  s. 59. 29 september 1983. http://arkivet.dn.se/arkivet/tidning/1983-09-29/264/59. Läst 25 januari 2016.